# Paulo Miklos (álbum)
Paulo Miklos é o primeiro álbum solo do cantor brasileiro de mesmo nome e então membro dos Titãs, lançado em 1994. Neste disco, Paulo compôs, tocou e produziu todas as 11 faixas, que demonstram uma roupagem mais acústica e menos pesada que a dos Titãs na época. Em 2017, ao lançar seu terceiro disco de estúdio, A Gente Mora no Agora, ele comentou o quanto Paulo Miklos contrastava com o peso de Titanomaquia, disco mais recente dos Titãs na época de lançamento dste álbum. Em 2016, ele se diria arrependido de ter preparado o disco totalmente sozinho, porque notou que todas as músicas saíram com tons muito graves, algo sobre o qual um possível parceiro poderia tê-lo alertado.
Na turnê subsequente, Paulo contou com uma banda em um formato enxuto. Os membros eram Emerson Villani na guitarra e no violão de aço, James Müller na bateria e nos samplers, Maurício Biazi no contrabaixo acústico e elétrico e o próprio Paulo se encarregou do vocal, violão e guitarra. Além das músicas do disco, a turnê teve releituras dos Titãs, Chico Buarque, Iggy Pop, entre outros.

## Faixas
Todas as canções compostas por Paulo Miklos[carece de fontes?]
1. "Iniciação"
2. "A Mesma Praça"
3. "De Quem São as Cidades"
4. "A Paz É Inútil Para Nós"
5. "Ele Vai se Vender"
6. "Esse É o Lugar"
7. "Aos 500 Surfistas Rodoviários Mortos"
8. "Todos os Motivos"
9. "Eu Perco Você"
10. "Abandono"
11. "Ninguém se Cansa de Ouvir o Som da Própria Voz"